# U.S. Pro Indoor 1986
Lo U.S. Pro Indoor 1986 è stato un torneo di tennis giocato sintetico indoor. È stata la 19ª edizione dello U.S. Pro Indoor, che fa parte del Nabisco Grand Prix 1986. Si è giocato al Wachovia Spectrum di Filadelfia in Pennsylvania negli Stati Uniti dal 27 gennaio al 2 febbraio 1986.

## Campioni

### Singolare maschile
Ivan Lendl ha battuto in finale  Tim Mayotte per walkover

### Doppio maschile
Scott Davis /  David Pate hanno battuto in finale  Stefan Edberg /  Anders Järryd con il punteggio di 7–6 3–6 6–3 7–5